# Adriano Celentano

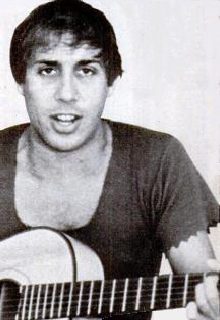
Adriano Celentano (1970)

Adriano Celentano (* 6. Januar 1938 in Mailand) ist ein italienischer Sänger, Komponist, Schauspieler, Musik-, Film- und Fernsehproduzent sowie Fernsehmoderator. Ab Ende der 1950er Jahre hatte er eine erfolgreiche Schauspiel- und Musikerkarriere in Italien. Lieder wie Azzurro (1968) waren auch international erfolgreich.
Celentano gilt als vielseitiger Entertainer, dessen Verdienst es ist, den amerikanischen Rock ’n’ Roll in Italien eingeführt zu haben.

## Leben
Celentanos Eltern Leontino Celentano und Giuditta Giuvia stammen aus der Provinz Foggia in Apulien, er selbst wurde jedoch in Mailand geboren und wuchs dort auf. Nach der Schulzeit begann Celentano nach eigenen Angaben verschiedene Ausbildungen, u. a. als Schuhmacher und als letztes als Uhrmacher. Celentano ist seit 1964 mit seiner Frau Claudia Mori verheiratet und lebt seit vielen Jahren in einer Villa am Comer See. Das Paar hat drei Kinder, die Töchter Rosita (* 1965) und Rosalinda (* 1968, Schauspielerin) und einen Sohn, Giacomo (* 1966).
Celentano ist seit vielen Jahren Vegetarier und setzt sich für Tierrechte ein.
1999 wurde der Asteroid (6697) Celentano nach Adriano Celentano benannt.

## Karriere
Sein öffentliches Debüt als Sänger hatte Celentano am 18. Mai 1957 zusammen mit der Gruppe Rocky Boys mit dem Lied Ciao ti dirò. Beim Label Saar erschienen sodann erste Schallplatten. Den ersten großen Erfolg brachte 1959 die Single Il tuo bacio è come un rock. Im Jahr darauf trat er in Federico Fellinis La dolce vita in Erscheinung. 1961 nahm er mit 24.000 baci erstmals am Sanremo-Festival teil und gründete daraufhin sein eigenes unabhängiges Label, Clan Celentano.

Es folgten erfolgreiche Singles und weitere Filmauftritte, bis er 1966 mit dem autobiografischen Il ragazzo della via Gluck nach Sanremo zurückkehrte (Als Kind wohnte er in Mailand in der Via Gluck). Im Jahr 1967 hatte er mit La coppia più bella del mondo („Das schönste Paar der Welt“), das er im Duett mit seiner Frau Claudia Mori (geheiratet 1964) sang, einen weiteren Erfolg. Geschrieben wurde das Lied von Paolo Conte, der 1968 auch für den weit über Italiens Grenzen hinaus bekannten Hit Azzurro verantwortlich zeichnete.

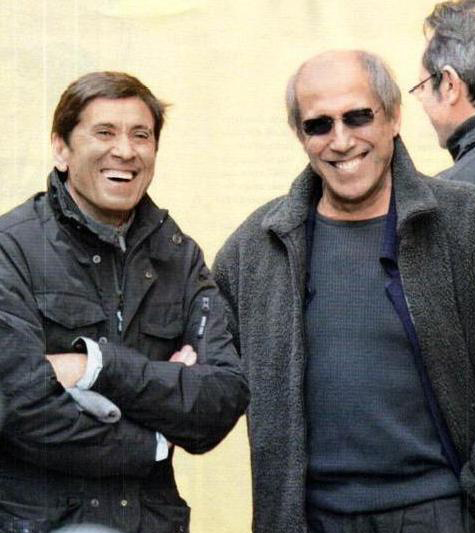
Celentano (rechts) mit Gianni Morandi beim Sanremo-Festival (2012)

Beginnend mit dem Film Serafino, der Schürzenjäger (1968) intensivierte Celentano seine Arbeit als Schauspieler, womit er eine erfolgreiche Parallelkarriere aufbauen konnte. Er spielte oftmals slapstickartige Charaktere, zuweilen mit politischen Untertönen gewürzt. Zu seinen größten Erfolgen gehören die Filme Bluff mit Anthony Quinn sowie Der gezähmte Widerspenstige und Gib dem Affen Zucker, beide mit der Filmpartnerin Ornella Muti.
1969 erschienen zwei Singles in Zusammenarbeit mit der französischen Sängerin Katty Line. Mit dem Lied Chi non lavora non fa l’amore trat er 1970 wieder in Sanremo an (zusammen mit Claudia Mori) und konnte diesmal den Sieg davontragen. Schon 1971 kehrte er mit Sotto le lenzuola ein letztes Mal zum Festival zurück. 1972 nahm er mit dem auch international erfolgreichen Titel Prisencolinensinainciusol einen Rap-Titel in reiner Phantasiesprache auf, womit er das Genre Hip-Hop in Italien einläutete. 1974 betätigte er sich beim Film Yuppi Du erstmals als Regisseur und Hauptdarsteller, eine Kombination, die er in späteren Jahren mehrmals wieder aufnahm. Mit der RAI-Show Fantastico 8 begann Celentano 1987 eine stets von Kontroversen begleitete Karriere als Fernsehmoderator.
Mit dem Kollaborationsalbum Mina Celentano zusammen mit Mina kehrte der Sänger 1998 an die Spitze der Charts zurück, ein Erfolg, an den er auch mit den folgenden Alben anknüpfen konnte, zuletzt 2016 mit Le migliori, für das er Siebenfachplatin erhielt. Auch mit einer Reihe von weiteren Fernsehauftritten konnte Celentano seine Popularität erhalten. Aufsehen erregte etwa seine Sendung RockPolitik, in der er der italienischen Regierung unter Silvio Berlusconi vorwarf, massiv die Pressefreiheit zu verletzen.

## Deutsche Synchronsprecher
Celentanos Filme wurden im Deutschen überwiegend vom Schnodderdeutsch geprägt, das meistens unter der Leitung von Rainer Brandt entstand. Celentano wurde meist von Thomas Danneberg synchronisiert, andere Sprecher waren auch Heiner Lauterbach, Michael Brennicke, Harald Juhnke, Klaus Kindler und einige mehr.

## Diskografie

### Studioalben
Anmerkung: Italienische Albumcharts werden erst seit 1964 erhoben!
- 1960: Adriano Celentano con Giulio Libano e la sua orchestra (Jolly, LPJ 5008)
- 1960: Furore (Jolly, LPJ 5017)
- 1962: Peppermint Twist (Jolly, LPJ 5021)
- 1963: A New Orleans (Jolly, LPJ 5025)

| Jahr | Titel Musiklabel Katalog-Nr.                                   | Höchstplatzierung, Gesamtwochen/‑monate, AuszeichnungChartplatzierungen (Jahr, Titel, Musiklabel Katalog-Nr., Platzierungen, Wochen/Monate, Auszeichnungen, Anmerkungen) | Höchstplatzierung, Gesamtwochen/‑monate, AuszeichnungChartplatzierungen (Jahr, Titel, Musiklabel Katalog-Nr., Platzierungen, Wochen/Monate, Auszeichnungen, Anmerkungen) | Höchstplatzierung, Gesamtwochen/‑monate, AuszeichnungChartplatzierungen (Jahr, Titel, Musiklabel Katalog-Nr., Platzierungen, Wochen/Monate, Auszeichnungen, Anmerkungen) | Höchstplatzierung, Gesamtwochen/‑monate, AuszeichnungChartplatzierungen (Jahr, Titel, Musiklabel Katalog-Nr., Platzierungen, Wochen/Monate, Auszeichnungen, Anmerkungen) | Anmerkungen                                                          |
| Jahr | Titel Musiklabel Katalog-Nr.                                   | IT | DE | AT | CH | Anmerkungen                                                          |
| ---- | -------------------------------------------------------------- | --- | --- | --- | --- | -------------------------------------------------------------------- |
| 1964 | Non mi dir Clan, ACC-S/LP 40002                                | IT3 (4 Mt.)IT | — | — | — |                                                                      |
| 1966 | Il ragazzo della via Gluck Clan, ACC-S/LP 40007                | — | — | — | — |                                                                      |
| 1968 | Azzurro / Una carezza in un pugno Clan, ACC 40011              | — | — | — | — |                                                                      |
| 1969 | Adriano Rock Clan, BF 501                                      | IT4 (8 Mt.)IT | — | — | — |                                                                      |
| 1970 | Le robe che ha detto Adriano Clan, BF 502                      | IT14 (8 Wo.)IT | — | — | — | erschienen 1969                                                      |
| 1971 | Il forestiero Clan, BFM 700                                    | IT17 (2 Wo.)IT | — | — | — | erschienen 1970                                                      |
| 1972 | I mali del secolo Clan, BFM 701                                | IT4 (23 Wo.)IT | — | — | — |                                                                      |
| 1974 | Nostalrock Clan, CLN 65764                                     | IT16 (14 Wo.)IT | — | — | — |                                                                      |
| 1975 | Yuppi du Clan, CLN 69120                                       | IT2 (27 Wo.)IT | — | — | — |                                                                      |
| 1976 | Svalutation Clan, CLN 86013                                    | IT7 (17 Wo.)IT | — | — | — |                                                                      |
| 1977 | Disco dance Clan, CLN 86026                                    | IT7 (24 Wo.)IT | — | — | — |                                                                      |
| 1977 | Tecadisc Clan, CLN 86033                                       | IT5 (18 Wo.)IT | — | — | — |                                                                      |
| 1978 | Ti avrò Clan, CLN 20053                                        | IT2 (24 Wo.)IT | — | — | — |                                                                      |
| 1978 | Geppo il folle Clan, CLN 20099                                 | IT6 (22 Wo.)IT | — | — | — |                                                                      |
| 1979 | Soli Clan, CLN 20150                                           | IT2 (30 Wo.)IT | — | — | — |                                                                      |
| 1980 | Un po’ artista un po’ no Clan, CLN 20201                       | IT3 (30 Wo.)IT | — | — | — |                                                                      |
| 1981 | Deus Clan, CLN 20257                                           | IT5 (20 Wo.)IT | — | — | — |                                                                      |
| 1982 | Uh… uh… Clan, CLN 20324                                        | IT8 (19 Wo.)IT | — | — | — |                                                                      |
| 1983 | Atmosfera Clan, CLN 20380                                      | IT18 (4 Wo.)IT | — | — | — |                                                                      |
| 1984 | I miei americani Clan, CLN 20445                               | IT1 (18 Wo.)IT | — | — | — |                                                                      |
| 1985 | Joan Lui Clan, CLN 20485                                       | IT4 (12 Wo.)IT | — | — | — |                                                                      |
| 1986 | I miei americani 2 Clan, CLN 20545                             | IT4 (13 Wo.)IT | — | — | — |                                                                      |
| 1987 | La pubblica ottusità Clan, CLN 20699                           | IT1 (21 Wo.)IT | — | — | — |                                                                      |
| 1991 | Il re degli ignoranti Clan, 9031 74439-1                       | IT3 (15 Wo.)IT | — | AT37 (3 Wo.)AT | — |                                                                      |
| 1994 | Quel punto Clan, 4509 97319-1                                  | IT4 (8 Wo.)IT | — | — | CH23 (5 Wo.)CH |                                                                      |
| 1996 | Arrivano gli uomini Clan, CLCD 74321 381192                    | IT4 (19 Wo.)IT | — | AT16 (9 Wo.)AT | CH41 (2 Wo.)CH |                                                                      |
| 1998 | Mina Celentano Clan/PDU, 90011                                 | IT1 (51 Wo.)IT | — | — | CH39 (7 Wo.)CH | Erstveröffentlichung: 14. Mai 1998 Verkäufe: + 1.000.000; mit Mina   |
| 1999 | Io non so parlar d’amore Clan, CLN 13641                       | IT1 Gold (2020) · (138 Wo.)IT | — | — | CH25 (31 Wo.)CH | Erstveröffentlichung: 6. Mai 1999 Verkäufe: + 1.000.000              |
| 2000 | Esco di rado e parlo ancora meno Clan, CLN 20482               | IT1 (75 Wo.)IT | — | — | CH18 Gold · (30 Wo.)CH | Erstveröffentlichung: 10. November 2000 Verkäufe: + 1.000.000        |
| 2002 | Per sempre Clan, CLN 20511                                     | IT1 (41 Wo.)IT | — | — | CH11 Gold · (14 Wo.)CH | Erstveröffentlichung: 15. November 2002 Verkäufe: + 20.000           |
| 2004 | C’è sempre un motivo Clan, CLN 20551                           | IT2 (51 Wo.)IT | — | — | CH20 (11 Wo.)CH | Erstveröffentlichung: 12. November 2004                              |
| 2007 | Dormi amore, la situazione non è buona Clan / Sony BMG, 2058-2 | IT2 (25 Wo.)IT | — | — | CH21 (7 Wo.)CH | Erstveröffentlichung: 23. November 2007                              |
| 2011 | Facciamo finta che sia vero Clan/Universal, CLN 2098           | IT3 ×3Dreifachplatin · (49 Wo.)IT | — | — | CH33 (14 Wo.)CH | Erstveröffentlichung: 29. November 2011 Verkäufe: + 180.000          |
| 2016 | Le migliori Clan/Sony                                          | IT1 ×7Siebenfachplatin · (56 Wo.)IT | — | — | CH23 (17 Wo.)CH | Erstveröffentlichung: 11. November 2016 mit Mina Verkäufe: + 350.000 |

grau schraffiert: keine Chartdaten aus diesem Jahr verfügbar

### Livealben
| Jahr | Titel Musiklabel Katalog-Nr.          | Höchstplatzierung, Gesamtwochen, AuszeichnungChartplatzierungen (Jahr, Titel, Musiklabel Katalog-Nr., Platzierungen, Wochen, Auszeichnungen, Anmerkungen) | Höchstplatzierung, Gesamtwochen, AuszeichnungChartplatzierungen (Jahr, Titel, Musiklabel Katalog-Nr., Platzierungen, Wochen, Auszeichnungen, Anmerkungen) | Höchstplatzierung, Gesamtwochen, AuszeichnungChartplatzierungen (Jahr, Titel, Musiklabel Katalog-Nr., Platzierungen, Wochen, Auszeichnungen, Anmerkungen) | Höchstplatzierung, Gesamtwochen, AuszeichnungChartplatzierungen (Jahr, Titel, Musiklabel Katalog-Nr., Platzierungen, Wochen, Auszeichnungen, Anmerkungen) | Anmerkungen                                               |
| Jahr | Titel Musiklabel Katalog-Nr.          | IT | DE | AT | CH | Anmerkungen                                               |
| ---- | ------------------------------------- | --- | --- | --- | --- | --------------------------------------------------------- |
| 2012 | Adriano Live Clan/Universal, CLN 2111 | IT9 Gold · (26 Wo.)IT | — | — | — | Erstveröffentlichung: 4. Dezember 2012 Verkäufe: + 30.000 |

Weitere Livealben
- 1979 – Me, live! (Clan, CLN 22203)

### Kompilationen (Auswahl)
| Jahr | Titel Musiklabel Katalog-Nr.                                | Höchstplatzierung, Gesamtwochen, AuszeichnungChartplatzierungen (Jahr, Titel, Musiklabel Katalog-Nr., Platzierungen, Wochen, Auszeichnungen, Anmerkungen) | Höchstplatzierung, Gesamtwochen, AuszeichnungChartplatzierungen (Jahr, Titel, Musiklabel Katalog-Nr., Platzierungen, Wochen, Auszeichnungen, Anmerkungen) | Höchstplatzierung, Gesamtwochen, AuszeichnungChartplatzierungen (Jahr, Titel, Musiklabel Katalog-Nr., Platzierungen, Wochen, Auszeichnungen, Anmerkungen) | Höchstplatzierung, Gesamtwochen, AuszeichnungChartplatzierungen (Jahr, Titel, Musiklabel Katalog-Nr., Platzierungen, Wochen, Auszeichnungen, Anmerkungen) | Anmerkungen                                                |
| Jahr | Titel Musiklabel Katalog-Nr.                                | IT | DE | AT | CH | Anmerkungen                                                |
| ---- | ----------------------------------------------------------- | --- | --- | --- | --- | ---------------------------------------------------------- |
| 1980 | Viva Italia – 20 Super Songs                                | — | DE2 (20 Wo.)DE | — | — |                                                            |
| 1984 | Le volte che Adriano è stato primo Clan, CLN 20391          | IT6 (14 Wo.)IT | — | — | — |                                                            |
| 1992 | Superbest Clan, 4509 91216                                  | IT9 (7 Wo.)IT | DE55 (10 Wo.)DE | AT12 (16 Wo.)AT | — |                                                            |
| 1997 | Und immer Azzurro                                           | — | DE46 (9 Wo.)DE | AT32 (5 Wo.)AT | — |                                                            |
| 1997 | Le origini di Adriano Celentano                             | IT19 (5 Wo.)IT | — | — | — |                                                            |
| 1999 | Le origini di Adriano Celentano 2                           | IT15 (5 Wo.)IT | — | — | — |                                                            |
| 2001 | Il cuore, la voce Clan, CLN 20501                           | IT4 (38 Wo.)IT | — | — | CH24 (11 Wo.)CH |                                                            |
| 2003 | Le volte che Celentano è stato 1 Clan, CLN 20521            | IT11 (29 Wo.)IT | — | AT57 (4 Wo.)AT | CH35 (4 Wo.)CH | Erstveröffentlichung: 26. Oktober 2003                     |
| 2006 | Unicamente Celentano Clan, CLN 20571                        | IT3 Gold (2022) · (42 Wo.)IT | — | — | CH90 (1 Wo.)CH | Erstveröffentlichung: 10. November 2006                    |
| 2007 | Tutto Adriano 1958–1964 Rhino/Warner                        | IT94 (1 Wo.)IT | — | — | — | Erstveröffentlichung: 19. Oktober 2007                     |
| 2008 | L’animale Clan / Sony BMG                                   | IT7 (19 Wo.)IT | — | — | CH92 (1 Wo.)CH | Erstveröffentlichung: 28. November 2008                    |
| 2012 | Le origini di Adriano volume 1 & 2 Clan/Universal, CLN 2105 | IT22 (3 Wo.)IT | — | — | — | Erstveröffentlichung: 15. Februar 2012                     |
| 2013 | …Adriano Clan/Universal                                     | IT6 Gold · (25 Wo.)IT | — | — | — | Erstveröffentlichung: 19. November 2013 Verkäufe: + 25.000 |
| 2017 | Tutte le migliori Clan/PDU                                  | IT3 (41 Wo.)IT | — | — | CH53 (4 Wo.)CH | Erstveröffentlichung: 1. Dezember 2017 mit Mina            |
| 2019 | Adrian Clan/Universal                                       | IT9 (3 Wo.)IT | — | — | CH81 (1 Wo.)CH | Erstveröffentlichung: 25. Januar 2019                      |

grau schraffiert: keine Chartdaten aus diesem Jahr verfügbar

### Singles (Auswahl)
Anmerkungen: Italienische Singlecharts setzen erst 1960 ein; die Veröffentlichungsnummer und A-/B-Seitenangaben beziehen sich auf die italienische Veröffentlichung!

| Jahr | Titel Album                                                                        | Höchstplatzierung, Gesamtwochen, AuszeichnungChartplatzierungen (Jahr, Titel, Album, Platzierungen, Wochen, Auszeichnungen, Anmerkungen) | Höchstplatzierung, Gesamtwochen, AuszeichnungChartplatzierungen (Jahr, Titel, Album, Platzierungen, Wochen, Auszeichnungen, Anmerkungen) | Höchstplatzierung, Gesamtwochen, AuszeichnungChartplatzierungen (Jahr, Titel, Album, Platzierungen, Wochen, Auszeichnungen, Anmerkungen) | Höchstplatzierung, Gesamtwochen, AuszeichnungChartplatzierungen (Jahr, Titel, Album, Platzierungen, Wochen, Auszeichnungen, Anmerkungen) | Anmerkungen                                                                     |
| Jahr | Titel Album                                                                        | IT | DE | AT | CH | Anmerkungen                                                                     |
| ---- | ---------------------------------------------------------------------------------- | --- | --- | --- | --- | ------------------------------------------------------------------------------- |
| 1960 | Il tuo bacio è come un rock Adriano Celentano con Giulio Libano e la sua orchestra | IT12 (5 Wo.)IT | — | — | — | J 20064 / EPJ 1053 erschienen 1959                                              |
| 1960 | Il ribelle Adriano Celentano con Giulio Libano e la sua orchestra                  | IT17 (1 Wo.)IT | — | — | — | EPJ 1053 B-Seite von Il tuo bacio è come un rock                                |
| 1960 | Nikita Rock Adriano Celentano con Giulio Libano e la sua orchestra                 | IT14 (2 Wo.)IT | — | — | — | J 20079                                                                         |
| 1960 | Piccola Adriano Celentano con Giulio Libano e la sua orchestra                     | IT9 (10 Wo.)IT | — | — | — | J 20092 / EPJ 1061 mit Anita Traversi                                           |
| 1960 | Impazzivo per te Adriano Celentano con Giulio Libano e la sua orchestra            | IT1 (27 Wo.)IT | — | — | — | J 20080                                                                         |
| 1960 | Pitagora Adriano Celentano con Giulio Libano e la sua orchestra                    | IT10 (11 Wo.)IT | — | — | — | J 20106 / EPJ 1063                                                              |
| 1961 | 24.000 baci A New Orleans                                                          | IT1 (12 Wo.)IT | — | — | — | J 20127 / EPJ 1065                                                              |
| 1961 | Non esiste l’amor A New Orleans                                                    | IT2 (19 Wo.)IT | — | — | — | J 20137 / EPJ 1066                                                              |
| 1961 | Nata per me A New Orleans                                                          | IT1 (21 Wo.)IT | — | — | — | J 20150                                                                         |
| 1962 | Peppermint Twist                                                                   | IT3 (14 Wo.)IT | — | — | — | J 20153                                                                         |
| 1962 | Stai lontana da me Non mi dir                                                      | IT1 (18 Wo.)IT | DE45 (1 Wo.)DE | — | — | ACC 24001                                                                       |
| 1962 | Ciao amore A New Orleans                                                           | IT11 (3 Wo.)IT | — | — | — | C 11000                                                                         |
| 1962 | Si è spento il sole A New Orleans                                                  | IT2 (20 Wo.)IT | — | — | — | J 20178 2012 Platz 89 in den FIMI-Charts                                        |
| 1962 | Sei rimasta sola Non mi dir                                                        | IT2 (4 Wo.)IT | — | — | — | ACC 24001 B-Seite von Stai lontana da me                                        |
| 1962 | Pregherò Non mi dir                                                                | IT1 (18 Wo.)IT | — | — | — | ACC 24005 2012 Platz 35 in den FIMI-Charts                                      |
| 1963 | Il tangaccio –                                                                     | IT1 (14 Wo.)IT | — | — | — | ACC 24009                                                                       |
| 1963 | A New Orleans                                                                      | IT5 (13 Wo.)IT | — | — | — | J 20197 / EPJ 1068                                                              |
| 1963 | Grazie prego scusi Non mi dir                                                      | IT4 (11 Wo.)IT | — | — | — | ACC 24009 B-Seite von Il tangaccio                                              |
| 1963 | Sabato triste Non mi dir                                                           | IT1 (16 Wo.)IT | — | — | — | ACC 24012                                                                       |
| 1964 | Ciao ragazzi Non mi dir                                                            | IT4 (10 Wo.)IT | — | — | — | ACC 24022                                                                       |
| 1964 | Il problema più importante Non mi dir                                              | IT1 (24 Wo.)IT | — | — | — | ACC 24016                                                                       |
| 1964 | Bambini miei –                                                                     | IT2 (15 Wo.)IT | — | — | — | ACC 24019                                                                       |
| 1965 | Non mi dir                                                                         | IT4 (12 Wo.)IT | — | — | — | ACC 24015                                                                       |
| 1965 | E voi ballate Il ragazzo della via Gluck                                           | IT4 (18 Wo.)IT | — | — | — | ACC 24024                                                                       |
| 1965 | Sono un simpatico Il ragazzo della via Gluck                                       | IT3 (10 Wo.)IT | — | — | — | ACC 24024 B-Seite von E voi ballate                                             |
| 1965 | La festa                                                                           | IT1 (16 Wo.)IT | — | — | — | ACC 24027                                                                       |
| 1966 | Il ragazzo della via Gluck La festa / Il ragazzo della via Gluck                   | IT2 Platin (2024) · (18 Wo.)IT | — | — | — | ACC 24032 2012 Platz 32 in den FIMI-Charts Verkäufe: + 100.000                  |
| 1966 | Mondo in mi 7a Le robe che ha detto Adriano                                        | IT1 (14 Wo.)IT | — | — | — | ACC 24040                                                                       |
| 1967 | Una festa sui prati Le robe che ha detto Adriano                                   | — | DE10 (10 Wo.)DE | AT10 (4 Wo.)AT | — | ACC 24040 B-Seite von Mondo in mi 7a                                            |
| 1967 | La coppia più bella del mondo Azzurro / Una carezza in un pugno                    | IT1 (18 Wo.)IT | — | — | — | ACC 24051 mit Claudia Mori                                                      |
| 1967 | Torno sui miei passi Azzurro / Una carezza in un pugno                             | IT7 (4 Wo.)IT | — | — | — | ACC 24051 B-Seite von La coppia più bella del mondo                             |
| 1967 | Tre passi avanti Azzurro / Una carezza in un pugno                                 | IT9 (7 Wo.)IT | — | — | — | ACC 24058                                                                       |
| 1967 | Eravamo in 100.000 Azzurro / Una carezza in un pugno                               | — | — | AT1 (20 Wo.)AT | — | ACC 24058 B-Seite von Tre passi avanti                                          |
| 1968 | Canzone Azzurro / Una carezza in un pugno                                          | IT3 (12 Wo.)IT | — | — | — | ACC 24073                                                                       |
| 1968 | Azzurro Azzurro / Una carezza in un pugno                                          | IT1 Platin (2024) · (31 Wo.)IT | DE6 (8 Wo.)DE | AT1 (24 Wo.)AT | — | ACC 24080 2012 Platz 90 in den FIMI-Charts Verkäufe: + 100.000                  |
| 1968 | L’attore Adriano Rock                                                              | IT8 (10 Wo.)IT | — | — | — | BF 69001                                                                        |
| 1969 | La storia di Serafino Le robe che ha detto Adriano                                 | IT3 (18 Wo.)IT | — | AT20 (4 Wo.)AT | — | BF 69013                                                                        |
| 1969 | Storia d’amore Le robe che ha detto Adriano                                        | IT1 (23 Wo.)IT | — | — | — | BF 69014 2012 Platz 100 in den FIMI-Charts                                      |
| 1969 | Lirica d’inverno Le robe che ha detto Adriano                                      | IT8 (16 Wo.)IT | — | — | — | BF 69030                                                                        |
| 1970 | Chi non lavora non fa l’amore (Lavoro e amore) Adriano Hits                        | IT1 (13 Wo.)IT | — | AT8 (12 Wo.)AT | — | BF 69040                                                                        |
| 1970 | Viola Adriano Hits                                                                 | IT4 (14 Wo.)IT | — | AT12 (4 Wo.)AT | — | BF 69051                                                                        |
| 1971 | Sotto le lenzuola Er più – Storia d’amore e di coltello                            | IT4 (15 Wo.)IT | — | — | — | Erstveröffentlichung: Februar 1971 BF 70000                                     |
| 1971 | Una storia come questa Er più – Storia d’amore e di coltello                       | IT10 (14 Wo.)IT | — | — | — | Erstveröffentlichung: August 1971 BF 70010                                      |
| 1971 | Er più Er più – Storia d’amore e di coltello                                       | IT14 (9 Wo.)IT | — | — | — | BF 70015                                                                        |
| 1972 | Un albero di trenta piani I mali del secolo                                        | IT5 (25 Wo.)IT | — | — | — | Erstveröffentlichung: 21. April 19782 BF 70018                                  |
| 1972 | Prisencolinensinainciusol Nostalrock                                               | IT5 (29 Wo.)IT | DE46 (1 Wo.)DE | — | — | BF 70026 inkl. Wiedereinstieg 1974; 2012 Platz 66 (2 Wochen) in den FIMI-Charts |
| 1973 | L’unica chance –                                                                   | IT15 (11 Wo.)IT | — | — | — | CLN 1319                                                                        |
| 1974 | Bellissima –                                                                       | IT2 (28 Wo.)IT | — | — | — | Erstveröffentlichung: September 1974 CLN 2443                                   |
| 1975 | Such a Cold Night Tonight Yuppi du                                                 | IT10 (11 Wo.)IT | — | — | — | CLN 3040 Gesang: Gino Santercole                                                |
| 1975 | Yuppi du                                                                           | IT3 (19 Wo.)IT | — | — | — | Erstveröffentlichung: Juni 1975 CLN 3208                                        |
| 1975 | Un’altra volta chiudi la porta                                                     | IT11 (10 Wo.)IT | — | — | — | CLN 3633                                                                        |
| 1976 | Svalutation                                                                        | IT4 (19 Wo.)IT | — | — | CH4 (12 Wo.)CH | CLN 4375 2012 Platz 55 in den FIMI-Charts                                       |
| 1977 | A Woman in Love Disco Dance                                                        | IT4 (23 Wo.)IT | — | — | — | CLN 5048                                                                        |
| 1977 | Don’t Play That Song (You Lied) Disco Dance                                        | — | DE34 (10 Wo.)DE | AT7 (16 Wo.)AT | CH10 (8 Wo.)CH | CLN 5048 B-Seite von A Woman in Love                                            |
| 1977 | When Love… Tecadisk                                                                | IT11 (7 Wo.)IT | — | — | — | Erstveröffentlichung: 18. Juli 1977 CLN 5403                                    |
| 1978 | Ti avrò                                                                            | IT1 (22 Wo.)IT | — | — | — | Erstveröffentlichung: August 1978 CLN 10089                                     |
| 1979 | Soli                                                                               | IT1 (27 Wo.)IT | — | — | — | Erstveröffentlichung: Juli 1979 CLN 10174                                       |
| 1980 | Il tempo se ne va Un po’ artista un po’ no                                         | IT2 Gold (2024) · (30 Wo.)IT | — | — | CH2 (12 Wo.)CH | Erstveröffentlichung: April 1980 CLN 10252 Verkäufe: + 50.000                   |
| 1980 | Innamorata, incavolata a vita –                                                    | IT15 (19 Wo.)IT | — | — | CH10 (4 Wo.)CH | Erstveröffentlichung: 15. Dezember 1980 CLN 10305                               |
| 1981 | L’artigiano Deus                                                                   | IT6 (17 Wo.)IT | — | — | — | Erstveröffentlichung: Juni 1981 CLN 10326                                       |
| 1983 | Uh… uh…                                                                            | IT12 (7 Wo.)IT | — | — | — | CLN 10442                                                                       |
| 1996 | Così come sei Arrivano gli uomini                                                  | — | DE83 (6 Wo.)DE | — | — |                                                                                 |
| 2005 | L’indiano –                                                                        | IT10 (15 Wo.)IT | — | — | — | CLN 4024                                                                        |
| 2008 | Hai bucato la mia vita Dormi amore, la situazione non è buona                      | IT11 (6 Wo.)IT | — | — | — |                                                                                 |
| 2008 | Dormi amore Dormi amore, la situazione non è buona                                 | IT41 (2 Wo.)IT | — | — | — |                                                                                 |
| 2011 | Non ti accorgevi di me Facciamo finta che sia vero                                 | IT25 (9 Wo.)IT | — | — | — | feat. Negramaro                                                                 |
| 2011 | L’emozione non ha voce Io non so parlar d’amore                                    | IT25 ×2Doppelplatin · (4 Wo.)IT | — | — | — | erschienen 1999 Verkäufe: + 200.000                                             |
| 2011 | Non so più cosa fare Facciamo finta che sia vero                                   | IT25 (12 Wo.)IT | — | — | — | feat. Jovanotti, Giuliano Sangiorgi & Franco Battiato                           |
| 2012 | Ti penso e cambia il mondo Facciamo finta che sia vero                             | IT9 Gold · (8 Wo.)IT | — | — | — | Verkäufe: + 15.000                                                              |
| 2012 | La cumbia di chi cambia Facciamo finta che sia vero                                | IT49 ×2Doppelplatin · (3 Wo.)IT | — | — | — |                                                                                 |
| 2012 | Una carezza in un pugno Azzurro / Una carezza in un pugno                          | IT46 Gold · (1 Wo.)IT | — | — | — | ursprünglich B-Seite von Azzurro (1968)                                         |
| 2012 | L’arcobaleno Io non so parlar d’amore                                              | IT82 (1 Wo.)IT | — | — | — | erschienen 1999                                                                 |
| 2012 | Per averti Esco di rado e parlo ancora meno                                        | IT93 (1 Wo.)IT | — | — | — | erschienen 2000                                                                 |
| 2012 | Acqua e sale Mina Celentano                                                        | IT88 (1 Wo.)IT | — | — | — | mit Mina, erschienen 1998                                                       |
| 2013 | Io non ricordo (da quel giorno tu) …Adriano                                        | IT56 (3 Wo.)IT | — | — | — |                                                                                 |
| 2023 | Toscana Fanboys Love Songs                                                         | — | DE50 (3 Wo.)DE | — | — | Erstveröffentlichung: 16. Juni 2023 Peter Fox feat. Adriano Celentano           |

grau schraffiert: keine Chartdaten aus diesem Jahr verfügbar

## Auszeichnungen für Musikverkäufe
| Goldene Schallplatte - Frankreich - 1977: für die Single Don’t Play That Song - 1978: für das Album Disco Dance - Russland - 2007: für das Album Dormi amore, la situazione non è buona | Platin-Schallplatte - Europa - 1999: für das Album Mina Celentano - 1999: für das Album Io non so parlar d’amore - 2001: für das Album Esco di rado e parlo ancora meno 2× Platin-Schallplatte - Russland - 2010: für das Album Io non so parlar d’amore |

Anmerkung: Auszeichnungen in Ländern aus den Charttabellen bzw. Chartboxen sind in ebendiesen zu finden.
| Land/RegionAuszeichnungen für Musikverkäufe (Land/Region, Auszeichnungen, Verkäufe, Quellen) | Gold       | Platin       | Verkäufe    | Quellen      |
| -------------------------------------------------------------------------------------------- | ---------- | ------------ | ----------- | ------------ |
| Europa (IFPI)                                                                                | —          | 3× Platin3   | (3.000.000) | ifpi.org     |
| Frankreich (SNEP)                                                                            | 2× Gold2   | —            | 600.000     | infodisc.fr  |
| Italien (FIMI)                                                                               | 5× Gold5   | 16× Platin16 | 1.205.000   | fimi.it      |
| Russland (NFPF)                                                                              | Gold1      | 2× Platin2   | 50.000      | 2m-online.ru |
| Schweiz (IFPI)                                                                               | 2× Gold2   | —            | 40.000      | hitparade.ch |
| Insgesamt                                                                                    | 10× Gold10 | 21× Platin21 |             |              |

## Filmografie
- 1959: Juke Box urli d’amore
- 1959: I ragazzi del juke-box
- 1960: Das süße Leben (La dolce vita)
- 1960: Metti, Celentano e Mina… (Urlatori alla Sbarra)
- 1960: San Remo la grande sfida
- 1961: Io bacio… tu baci
- 1962: Twist… dass die Röcke fliegen! (Hey, Let’s Twist)
- 1963: Ein seltsamer Typ (Uno strano tipo)
- 1963: Il malamondo
- 1963: Il monaco di Monza
- 1964: Der Superraub von Mailand (Super rapina a Milano) (auch Regie)
- 1967: La più bella coppia del mondo
- 1968: Serafino, der Schürzenjäger (Serafino)
- 1971: Großer, laß’ die Fetzen fliegen (Er più: storia d′amore e di coltello)
- 1971: Die Sünde (Bianco, rosso e…)
- 1973: Hilfe, ich bin Spitz…e!  (Rugantino)
- 1973: Die Halunken (Le cinque giornate)
- 1974: Der Kleine mit dem großen Tick (L’emigrante)
- 1975: Yuppi Du (& Regie)
- 1975: Di che segno sei?
- 1976: Culastrisce nobile veneziano
- 1976: Bluff (Bluff storia di truffe e di imbroglioni)
- 1977: Hilfe, sie liebt mich (L’altra metà del cielo)
- 1977: Der Supertyp (Ecco noi per esempio)
- 1978: Geppo il folle (& Regie)
- 1978: Onkel Addi (Zio Adolfo, in arte Führer)
- 1979: Ein total versautes Wochenende (Sabato, domenica e venerdì)
- 1979: Der Millionenfinger (Mani di velluto)
- 1980: Don Tango – Hochwürden mit der kessen Sohle (Qua la mano)
- 1980: Mirandolina (La locandiera)
- 1980: Der gezähmte Widerspenstige (Il bisbetico domato)
- 1981: Asso
- 1981: Gib dem Affen Zucker (Innamorato pazzo)
- 1982: Wer hat dem Affen den Zucker geklaut? (Grand Hotel Excelsior)
- 1982: Bingo Bongo
- 1983: Besondere Kennzeichen: Bellissimo (Segni particolari: bellissimo)
- 1983: Sing Sing
- 1985: Der Größte bin ich (Lui è peggio di me)
- 1985: Joan Lui (Joan Lui – ma un giorno nel paese arrivo io di lunedì) (auch Regie)
- 1986: Der Brummbär (Il burbero)
- 1992: Jackpot
- 2019: Adriano (Fernsehserie, 9 Folgen, Stimme)

## Bibliografie
- Il Paradiso è un cavallo bianco che non suda mai (mit Ludovica Ripa di Meana). Sperling & Kupfer, Mailand 1982, ISBN 88-200-0221-3.
- Il re degli ignoranti. Mondadori, Mailand 1991, ISBN 88-04-35115-2.
- Rockpolitik (mit Mariuccia Ciotta). Bompiani, Mailand 2006, ISBN 88-452-5734-7.

## Belege
1. ↑  Biografia Adriano Celentano. In: Albo d’oro. Musica e dischi, abgerufen am 6. September 2016 (italienisch).
2. ↑  Andreas Rossmann: Celentano zum Achtzigsten: Adriano nazionale. In: FAZ.NET. 6. Januar 2018, ISSN 0174-4909 (faz.net [abgerufen am 9. Dezember 2021]).
3. ↑  Marc Reichwein: Adriano Celentano zum 80. Geburtstag. In: Die Welt. 6. Januar 2018 (welt.de [abgerufen am 6. Januar 2023]).
4. ↑  Adriano Celentano wird 80 – eine Würdigung. Abgerufen am 6. März 2023.
5. ↑  International Vegetarian Union - Adriano Celentano (1938- ). Abgerufen am 2. Februar 2025 (englisch).
6. ↑  "Adriano Celentano’s fake English song explained: What does Prisencolinensinainciusol mean?". thefocus.news. Retrieved 22 January 2023.
7. ↑  Clan Celentano Diskographie. Abgerufen am 2. Februar 2025.
8. ↑  König der Ignoranten. In: Der Spiegel. 16. Oktober 1994, ISSN 2195-1349 (spiegel.de [abgerufen am 6. Januar 2023]).
9. ↑  Adriano Celentano: Italiens Superstar ärgert Regierung. In: Laut.de. 25. Oktober 2005, abgerufen am 6. September 2016.
10. ↑  Adriano Celentano. In: Deutsche Synchronkartei. Abgerufen am 14. Mai 2019.
11. 1 2 3  Chartquellen (Alben):
  - Guido Racca: M&D Borsa Album 1964-2019. Selbstverlag, 2019, ISBN 978-1-09-470500-2, S. 134 f. (IT bis 1994).
  - Guido Racca & Chartitalia: Top 100 FIMI Album. Lulu, 2013, S. 87 (IT 1995–2012).
  - Alben von Adriano Celentano. In: Italiancharts.com. Hung Medien, abgerufen am 30. Juli 2024 (IT seit 2000).
  - Adriano Celentano. In: Offizielle deutsche Charts. GfK Entertainment, abgerufen am 3. August 2019 (DE).
  - Alben von Adriano Celentano. In: Austriancharts.at. Hung Medien, abgerufen am 3. August 2019 (AT).
  - Alben von Adriano Celentano. In: Hitparade.ch. Hung Medien, abgerufen am 3. August 2019 (CH).
12. ↑  MinaCelentano – Le migliori. In: Italiancharts.com. Hung Medien, archiviert vom Original (nicht mehr online verfügbar) am 8. Januar 2019; abgerufen am 3. August 2019.
13. ↑  Chartquellen (Singles):
  - M&D-Chartarchiv. Musica e dischi, archiviert vom Original (nicht mehr online verfügbar) am 18. Mai 2015; abgerufen am 1. September 2016 (italienisch, kostenpflichtiger Abonnement-Zugang; IT bis 1997).
  - Guido Racca & Chartitalia: Top 100 FIMI Singoli. Lulu, 2013, S. 78 (IT 1997–2012).
  - Archivio classifiche Top Digital. FIMI, abgerufen am 30. Juli 2024 (italienisch, IT seit 2008).
  - Adriano Celentano. In: Offizielle deutsche Charts. GfK Entertainment, abgerufen am 1. September 2016 (DE).
  - Singles von Adriano Celentano. In: Austriancharts.at. Hung Medien, abgerufen am 1. September 2016 (AT).
  - Singles von Adriano Celentano. In: Hitparade.ch. Hung Medien, abgerufen am 1. September 2016 (CH).
14. ↑  RMI Report 2010. (PDF) Archiviert vom Original (nicht mehr online verfügbar); abgerufen am 8. August 2023 (russisch).

| Personendaten    | Personendaten                         |
| ---------------- | ------------------------------------- |
| NAME             | Celentano, Adriano                    |
| KURZBESCHREIBUNG | italienischer Sänger und Schauspieler |
| GEBURTSDATUM     | 6. Januar 1938                        |
| GEBURTSORT       | Mailand, Italien                      |